# Đerzelez Alija
Gjergj Elez Alia sau Đerzelez Alija, ortografiat în limba română Ali Gerzelez, este un erou popular legendar din literatura epică și lirică din Bosnia și Herțegovina, regiunea Gora și nordul Albaniei. Musulmanii din Krajina Bosniacă au modelat imaginea poetică a lui Alija Đerzelez după imaginea prințului sârb (creștin) Marko, inspirându-se, de asemenea, din personajul istoric Ali Bey Mihaloğlu. Cântecele populare despre Đerzelez Alija au fost transmise de cântăreți bilingvi din mediul slavilor sudici (unii ar spune invers) către mediul albanezilor nordici, unde eroul este cunoscut sub numele de Gjergj Elez Alia.

## Nume
Modul cel mai popular de scriere a numelui său este Đerzelez Alija, dar există mai multe variante, cum ar fi în bosniacă Đerđelez Alija (Djerdjelez Alija), în albaneză Gjergj Elez Alia, în turcă Gürz Ilyas și în maghiară Gerz Ilyas.
Numele lui este derivat din cuvântul turcesc gürzi (buzdugan) și înseamnă războinic cu buzdugan.

## Context istoric
Unii istorici au crezut că figura epopeică a lui Đerzelez a fost inspirată de Ali Bey Mihaloglu, un comandant militar otoman din secolul al XV-lea și primul sangeac-bei al sangeacului Semendria. Potrivit recensământului otoman din 1485, el a fost guvernatorul nahiei Dobrun, de lângă Višegrad, pe care o primise ca timar (lot de pământ conferit oștenilor în proprietate temporară de către sultan, în schimbul obligației de a presta serviciul militar). Există o türbe (mausoleu) în satul Gerzovo (lângă Mrkonjić Grad, Bosnia și Herțegovina) care, potrivit legendei, este locul său de înmormântare.
Prima mențiune scrisă a figurii epice a lui Đerzelez (sub forma „Ali-beg”) a fost într-o bugarštica a slavilor sudici (poezie epică și baladă cu versuri lungi), Căsătoria lui Vuk, Dragonul-Despot, înregistrată de Đuro Matei la sfârșitul secolului al XVII-lea sau începutul secolului al XVIII-lea. În cântecele populare înregistrate în Manuscrisul de la Erlangen, Đerzelez este menționat ca „bătrânul turc Balibeg”.
Đerzelez a fost un erou epic al Krajinei Bosniace (regiune de frontieră) de la sfârșitul secolului al XV-lea. Cântecele apărute în mediul slavilor sudici au fost transmise de cântăreți bilingvi (unii ar spune invers) către mediul cultural albanez, iar Đerzelez din cântecele bosniace a devenit Gjergj Elez Alia în cântecele albaneze. El este unul dintre numeroșii eroi musulmani ai poeziei slavilor sudici care există și în poezia albaneză.

## Folclorul și literatura slavilor sudici
Istoricul și cronicarul otoman Ibn Kemal (1468-1534) a menționat popularitatea lui Đerzelez Alija în cântecele populare din Bosnia.
Printre poemele care conțin numele lui Đerzelez în titlurile lor se numără:
- Đerđelez Alija, campionul țarului
- Đerđelez Alija i Vuk Despotović
- Marko Kraljević i Đerzelez Alija (Marko Kralyević și Djerzelez Aliya)
- Banović Sekul i Đerđelez Alija
- Oblačić Rade i Đerđelez Alija
- Đerđelez Alija i Starina Novak
- Đerđelez Alija deli mejdan sa Sibinjanin Jankom
- Ženidba Đerđelez Alije
- Sedam kralja traže glavu Đerđelez Alije
- Junaštvo Đerđelez Alije
- Đerđelez Alija i tri gorska hajduka
- Vuk Jajčanin i Đerđelez Alija
- Komlen kapetan traži glavu Đerđelez Alije
- Đerđelez Alija i ban od Karlova
- Zadarski ban i Đerđelez Alija
- Smrt Đerđelez Alije
- Đerđelez Alija ide u Toku
- Tokalija kralj traži glavu Đerđelez Alije
- Đerzelezovo bolovanje
- Otkud je Đerđelez[18]

Đerzelez este unul dintre personajele principale ale multor altor poezii care nu au numele lui în titlu, cum ar fi:
- Porča din Avala și Vuk Dragonul de Foc
- Căsătoria lui Vuk, Dragonul-Despot

Musulmanii bosniaci au modelat imaginea poetică a lui Đerzelez după imaginea conducătorului sârb (creștin) Marko Kraljević (prințul Marko). Potrivit legendei, Đerzelez are, de asemenea, un cal legendar (numit uneori Šarac, ca și calul lui Marko) și este un bun prieten al zânelor care îl ajută atunci când se află în pericol. Legenda spune că a fost ucis în timp ce se ruga, pentru că nu a vrut să-și întrerupă rugăciunea (salat), deși a știut că va fi ucis.
Scriitorul sârb bosniac Ivo Andrić, câștigătorul Premiului Nobel pentru literatură în 1961, a scris o povestire intitulată Put Alije Đerzeleza [Drumul lui Ali Gerzelez], care a fost publicată în 1920, după ce două fragmente (Djerzelez la han și Djerzelez pe drum) au fost publicate separat în 1918 și 1919. Există, de asemenea, referiri la Đerzelez Alija în romanul E un pod pe Drina… (1945): astfel, niște scobituri adânci aflate înaintea podului de pe Drina din Višegrad sunt atribuite de copiii sârbi calului Šarac al prințului Marko, fiind făcute atunci când prințul a evadat din temnița aflată în cetățuia veche a orașului, a coborât călare dealul și a ajuns rapid pe malul Drinei, și de copiii musulmani iepei înaripate a viteazului Đerzelez Alija, care putea sări peste Drina ca și cum ar sări peste un pârâiaș.
Una dintre cele mai vechi case din Sarajevo, „Casa lui Alija Đerzelez”, îi poartă numele. Există străzi numite după el în mai multe orașe din Bosnia și Herțegovina (Bihać, Gračanica, Zenica etc.).

## Folclorul albanez
În folclorul albanez, Gjergj Elez Alia a fost un mare războinic. Cântecul popular Gjergj Elez Alia a fost colectat de Bernardin Palaj și Donat Kurti în regiunea Nikaj (districtul Tropojë) și publicat la Tirana în 1937. Piesa muzicală este cântată acompaniată, de obicei, de lahuta (guslă) sau ocazional de çifteli, de un rapsodi (interpret). Acest cântec face parte din ciclul mai larg al Cântecelor albaneze ale războinicilor de la frontieră (în albaneză Këngë Kreshnikësh sau Cikli i Kreshnikëve) care s-au cristalizat în secolele al XVII-lea și al XVIII-lea și au fost înregistrate într-o formă scrisă în primele decenii ale secolului al XX-lea de către preoții franciscani Shtjefën Gjeçovi și Bernardin Palaj. Deși au fost transmise din mediul slavilor sudici din Bosnia, ele nu sunt traduse pur și simplu din limba sârbo-croată, ci au evoluat în mod independent în zonele montane din nordul Albaniei.
| “ | Gjergj Elez Alia avea nouă răni pe trup, zăcea în suferință de nouă ani în casa lui și toată lumea uitase de el. Doar sora lui avea grijă de el ziua și noaptea timp de nouă ani. Atunci s-a aflat vestea că un alt dușman, Balozi i Zi (cavalerul negru) ieșise din mare și ucidea oameni și distrugea sate în fiecare zi. Într-o zi, Gjergj a simțit niște picături de apă pe față și a crezut că locuința lui a devenit atât de veche, încât ploaia a ajuns să pătrundă prin ea. Sora lui i-a spus că nu picăturile de ploaie căzuseră pe fața lui, ci lacrimile ei. Balozi o ceruse și mai devreme sau mai târziu va veni să o ia. Gjergj i-a spus apoi să-i ia calul și să-l pregătească de război, întrucât avea să lupte împotriva oribilului Baloz. El l-a întâlnit pe Baloz a doua zi și a avut loc o luptă în care Gjergj a fost învingător. El s-a întors acasă la sora lui și, în timp ce se îmbrățișau bucuroși, amândouă inimile lor au încetat să mai bată și au murit instantaneu împreună. Au fost îngropați apoi în același mormânt și locul nu a fost niciodată uitat. Toți cei care treceau pe acolo se opreau să-și amintească marile sale isprăvi. | ” |